# Рогозів
Рогозі́в — село в Україні, у Бориспільській міській громаді Бориспільського району Київської області. До 2020 року центр сільської ради до складу якої входило також село Кириївщина. Населення становить 2939 осіб

## Розташування
Рогозів лежить на відкритій місцевості, зусібіч оточений полями. У центрі села — неглибоке озерце Біле. Найближча залізнична станція — Бориспіль. Селом пролягає автомагістраль Київ — Черкаси. На околицях села, в урочищах Степова долина та Городище знайдено рештки посуду доби міді (IV—III тис. до н. е.). Неподалік від села також виявлено групу скіфських могил. На околицях Рогозова знайдено рештки кісток мамонтів.

## Назва
«Рогози» — такою, очевидно, була первісна назва Рогозова. Відомо кілька версій щодо походження сучасної назви села. Оскільки воно лежить у низинній місцевості поблизу річки Карані (нині лишилися поодинокі стариці), де здавна росла рогоза, то, можливо, назва походить від назви цієї рослини. Втім, Олександр Стороженко вважає, що назва пішла від імені одного з перших поселенців на прізвище Рогоза.

## Історія
Село Рогозів, на думку дослідників, виникло на межі XV—XVI століть. З цього часу маємо перші письмові згадки про нього. Ось що пише, зокрема, відомий дослідник Переяславщини О. Стороженко: «…судячи по підтверджуючій грамоті Сигізмунда І Якову Борисовичу Лозку від 1525 року, близько цього часу встигли вже виникнути деякі нові села і селища: Жереб'ятин, Княгинин, Рогози і Воронковичи…»
До 1628 року Рогозів належав Лозкам, а з 1628 — Олізарам. Збереглися історичні документи, що висвітлюють питання формування етнографічного складу населення села Рогозова. За часів Речі Посполитої воно поповнювалося колоністами з Правобережжя. Зокрема, в «Актах Люблінського трибуналу», що розглядав справи селян-утікачів, читаємо: «… найбільше вихідців дають … Борисполю з Баришевом, Іванковом — Бежов,… Черняхов, Селець, Ловков в Житомирському окрузі, … Рогозову — Бежов…»
1655 року землі поблизу села Рогозова, що раніше належали польським власникам, гетьманським універсалом передано в довічне користування Якиму Сомку, своякові Богдана Хмельницького.
1712 року селом заволодів Іван Берло, сотник вороньківський. Згодом, по смерті І. Берла, Рогозів перейшов у спадщину до його дружини й сина.
У XVIII ст. Рогозів належить до Воронківської сотні Переяславського полку. Наприкінці XVIII ст. Рогозів був у складі Київського повіту Київського намісництва.
Є на мапі 1800 року
У ХІХ ст. Рогозів став центром волості Переяславського повіту Полтавської губернії. До Рогозівського волосного правління належали села Глибоке, Любарці, Старе.
За даними 1859 року село є «власницьким та козацьким»; дворів — 227; населення — 1928 особи (ч. — 908, ж. — 1020); православна церква, волосна та сільська управи, завод.
На поч. XX ст. у Рогозові було вже близько 3 тисяч жителів (у 1910 році - 3362 особи). Основу господарства становило млинарство. На той час у селі було близько 50 вітряків.
1917 — у складі УНР. З 1920 — під радянською владою.
За переписом 1926, Рогозів — центр Рогозівського району, до якого входили села: Вороньків, Єрківці, Глибоке, Жереб'ятин, Кийлів, Ковалин, Любарці, Проців, Сальків, Софіївка, Рудяків, Сошників, Старе, 846 дворів, 4252 мешканця.
Внаслідок колективізації на початку 1930-х років у Рогозові було вже чотири колгоспи: «П'ятирічка», «ім. Косіора», «Жовтень», «ім. Шевченка».
Село постраждало внаслідок Голодомору 1932—1933 років. У роки голодомору, за неповними даними, в селі померло від голоду 84 особи. Зберігся лист мешканця села, адресований Й. Сталіну:
| «Я бачив, що в Росії пуд хліба 10 крб., а в Україні — 80 крб. — і немає. І всі їдуть в Росію. У нас, коли у колгоспника буде 10 фунтів, так забрали. Зараз колгоспники мають дуже поганий погляд на колгоспне будівництво. Коли я робив у колгоспі рік на транспорті і маю 250 трудоднів, я одержав 12 пудів хліба і більше нічого, як можна прожити, я обірваний, голодний, мені навіть соромно про це Вам писати, бо я людина молода, маю 19 років» (Сталіну з Київщини, с. Рогозів — Кривошейн) |.
1936 року організовано машинно-тракторну станцію (МТС).
З осені 1941 село було під німецькою окупацією. Німецька влада провела часткову реституцію майна. Поновлено богослужіння у православній церкві. 1943 радянські війська повернулися в село, відновивши російську окупацію.

## Населення

### Мова
Розподіл населення за рідною мовою за даними перепису 2001 року:
| Мова            | Кількість | Відсоток |
| --------------- | --------- | -------- |
| українська      | 2874      | 97.79%   |
| російська       | 58        | 1.97%    |
| білоруська      | 2         | 0.07%    |
| інші/не вказали | 5         | 0.17%    |
| Усього          | 2939      | 100%     |

## Відомі люди
У селі народився Братусь Іван Іванович (1921—1975) — Герой Радянського Союзу (1943).
У селі провів дитинство Братусь Василь Дмитрович (1917—2008) — член-кореспондент АМН та НАН України, двічі міністр охорони здоров'я УРСР (1954–1956 та 1969–1975 роках).

## Пам'ятки
У селі є дерев'яна церква Св. Миколая (1905—1906 роки).

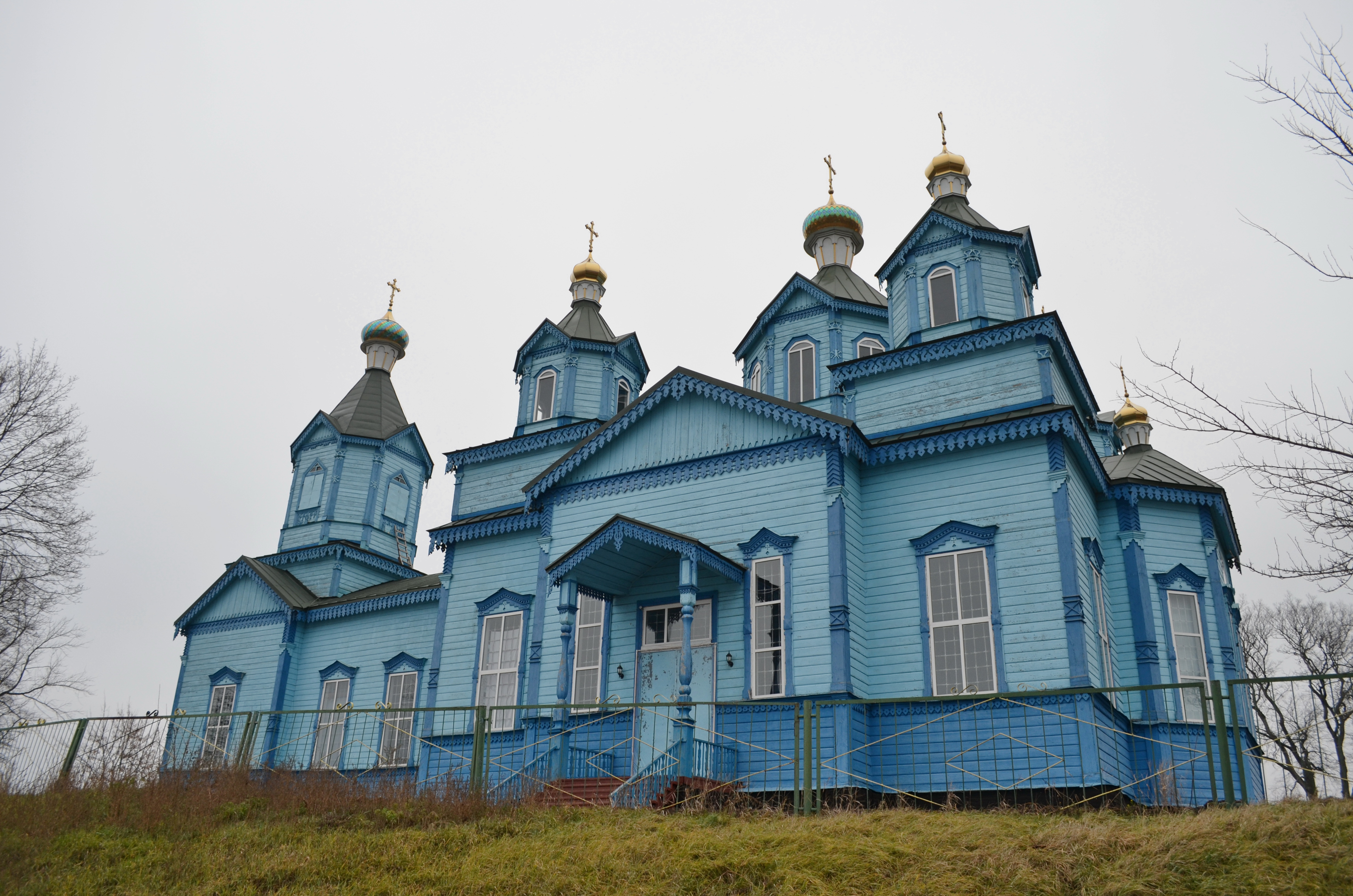
Свято-Миколаївська церква
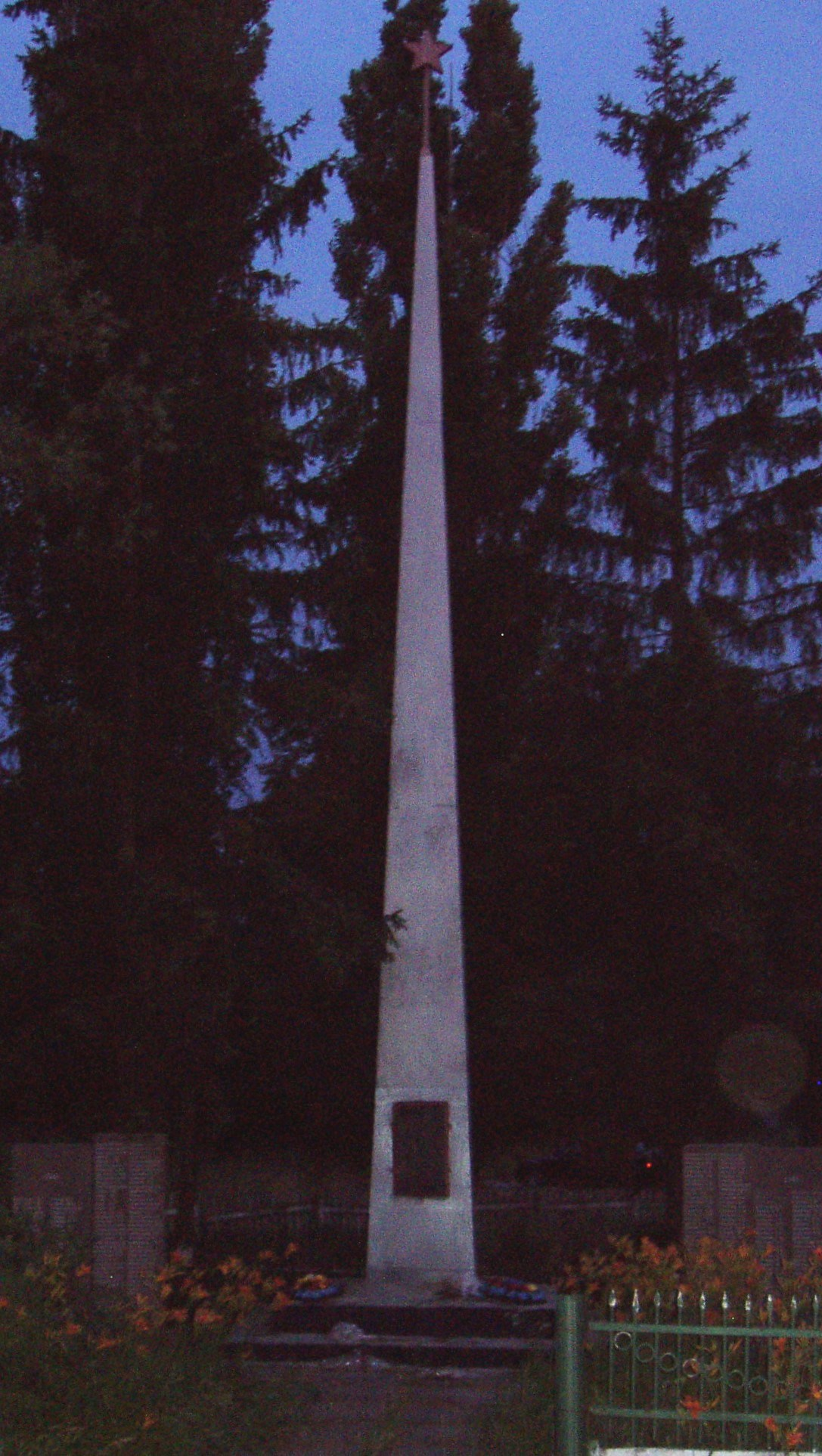
Пам'ятник воїнам-односельцям, які загинули в роки Другої світової війни
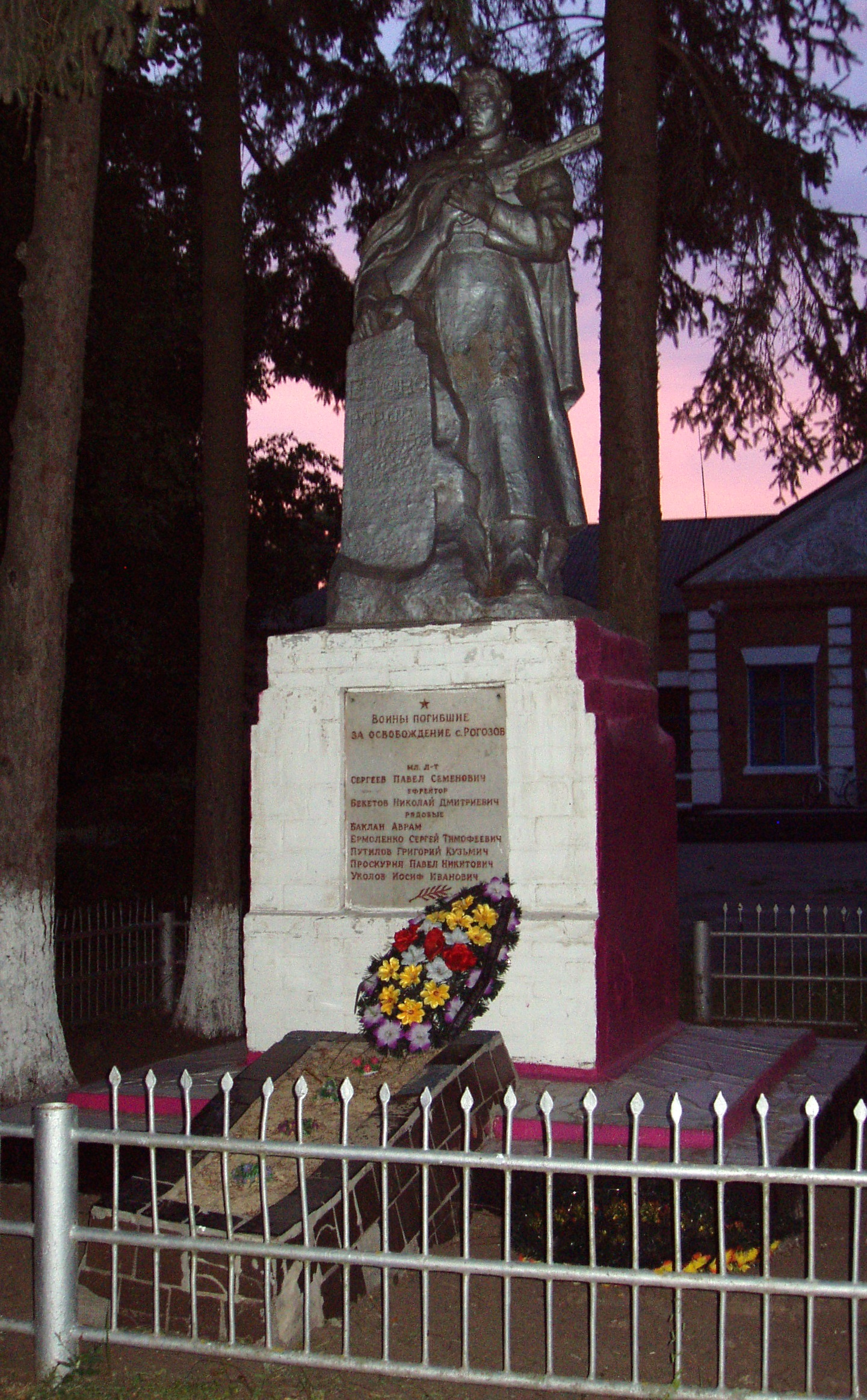
Пам'ятник солдатам РСЧА
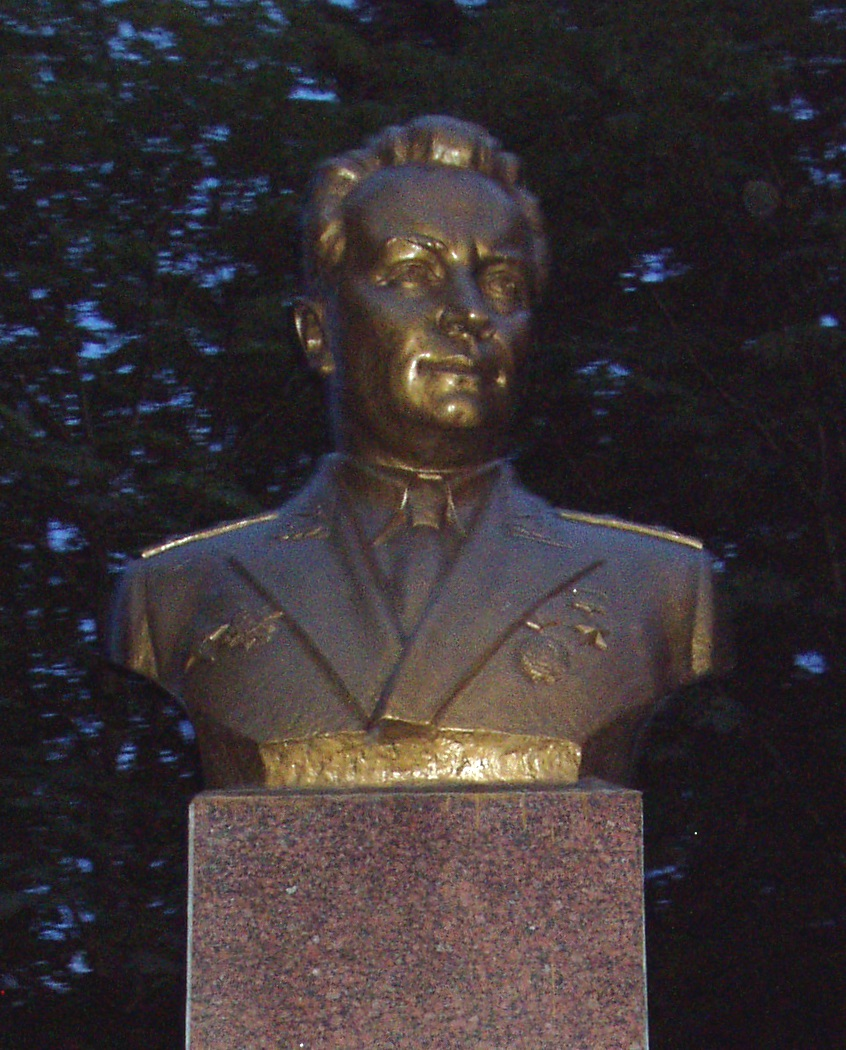
Пам'ятник І. І. Братусю в Рогозові